# Castillo de Moros
El castillo de Moros o castillo del rey Ayyub ben Habib es un castillo situado en el municipio zaragozano de Moros en el valle del río Manubles.

## Historia
Al parecer, el castillo fue construido en el siglo IX por Ayyub ben Habib, gobernante musulmán de Calatayud, como castillo de recreo y pabellón de caza. En el año 1120, la zona fue reconquistada por Alfonso I el Batallador y quedó encuadrada en la sesma del río Berdejo dentro de la comunidad de aldeas de Calatayud. Al encontrarse en la Extremadura aragonesa se vio envuelto en la guerra de los Dos Pedros y fue tomado por Pedro I de Castilla en 1362, quien colocó como alcaide a Pedro González de Mendoza. Un año más tarde fue reconquistado por el Reino de Aragón tras sucesivos ataques por estar bien defendido.

## Descripción
Se trata de un castillo roquero situado en la parte más alta de la población. En la actualidad quedan vestigios de un muro de piedra y ladrillo y de una torre rectangular al borde del precipicio de unos 3 por 5 metros de base y que alcanzaría los 10 m de altura con dos cuerpos. Existen restos de los arranques de bóvedas, adosados a las paredes. El cuerpo inferior es de mampostería y argamasa y conserva la puerta de acceso, situada en altura como corresponde a las torres defensivas y se encuentra muy deteriorada. El cuerpo superior está construido en ladrillo y ha perdido el remate. No existe acceso sencillo para alcanzar la base del castillo, salvo trepar por la roca que lo mantiene, siendo peligroso tanto por la pendiente como por lo abrupto del terreno. En la actualidad está en proceso de ruina progresiva.